# Ljudutstrålning
Ljudutstrålning betyder att en struktur som vibrerar i ett omgivande fluidfält (exempelvis luft eller vatten) sätter fluiden i rörelse och därmed strålar ut ljud till omgivningen. Plattor, som till exempel en vägg, är bra ljudutsrålare, speciellt för frekvenser över den kritiska frekvensen, då koinsidens då kan ske – att våglängden i plattan och i den omgivande fluiden är lika stora. Ljudutstrålning beskrivs ofta med en strålningsfaktor.